# Kiskunfélegyháza
Kiskunfélegyháza – miasto w środkowych Węgrzech, w komitacie Bács-Kiskun, na Wielkiej Nizinie Węgierskiej, w środkowej części Międzyrzecza Dunaju i Cisy, na południowy wschód od Budapesztu. 
Liczy ponad 30,3 tys. mieszkańców (I 2011 r.). Stanowi centrum historycznej Małej Kumanii. Istniejąca tutaj od XIII w. osada kumańska uległa całkowitemu spustoszeniu podczas wojen tureckich. Ponownie zasiedlona została w połowie XVIII w. Oprócz dominującego rolnictwa trudniono się wtedy m.in. kowalstwem, kołodziejstwem, kuśnierstwem i kaletnictwem. Na ożywienie ekonomiczne wpłynęło uruchomienie szlaku kolejowego z Budapesztu (1854). W XX w. Kiskunfélegyháza stała się centrum produkcji drobiu i nabiału. Po odkryciu w okolicy złóż ropy naftowej i gazu ziemnego w końcu lat 60. miasto zostało także ważnym dla tej części Wielkiej Niziny Węgierskiej ośrodkiem przemysłowym (m.in. zakłady chemiczne, tworzyw sztucznych, obuwnicze, tekstylne). Wśród zabytków miasta znajduje się budynek ratusza, wzniesiony w latach 1909–1911 i zaliczany do najlepszych egzemplifikacji węgierskiej secesji.

## Miasta partnerskie
- Braunfels, Niemcy
- Sighișoara, Rumunia
- Kjellerup, Dania
- Die, Francja
- Eeklo, Belgia
- Feltre, Włochy
- Corund, Rumunia
- Rabka-Zdrój, Polska